# Cao Nghênh Tường
Cao Nghênh Tường (tiếng Trung: 高迎祥; bính âm: Gāo Yíngxiáng, ? – 1636), còn có tên là Như Nhạc, tước hiệu là Sấm vương, người An Tắc, Thiểm Tây, thủ lĩnh khởi nghĩa nông dân cuối đời Minh. Ông là cậu của Đại Thuận hoàng đế Lý Tự Thành .

## Quá trình hoạt động
Năm Sùng Trinh đầu tiên (1628), chính quyền nhà Minh hủ bại, cả nước mấy năm liên tiếp mất mùa đói kém, nông dân bảo nhau cùng nhau ngồi một chỗ mà chết đói, sao không ăn cướp mà chết. Phong trào khởi nghĩa bùng nổ, Cao Nghênh Tường dựng cờ ở An Tắc, soái nghĩa quân hoạt động ở phủ Duyên Khánh. Ông từng làm buôn ngựa, giỏi cưỡi ngựa bắn cung, sức lực hơn người; khi ra trận vận áo trắng khăn trắng, đi trước sĩ tốt.
Tháng 11 năm Sùng Trinh thứ 3 (1630), Cao Nghênh Tường gia nhập nghĩa quân Vương Gia Dận, Vương Tự Dụng tiến vào Sơn Tây. Tháng 6 năm thứ 4 (1631) thủ lĩnh Vương Gia Dận bị hại, các lộ nghĩa quân Thiểm, Tấn kết thành 36 doanh, ông được cử làm một trong các lãnh tụ, tự xưng 'Sấm vương', nghĩa quân lên đến 20 vạn, chia 4 hướng phản kích quan quân. Các thủ lĩnh Lý Tự Thành, Trương Hiến Trung đi theo Nghênh Tường, liên tiếp đánh hạ các châu, huyện Ninh Hương, Thạch Lâu, Tắc Sơn, Văn Hỷ, Hà Giản.
Năm Sùng Trinh thứ 5 (1632), Tự Dụng, Nghênh Tường, Mã Quang Ngọc, Hiến Trung, Tự Thành hợp công Bồ Châu, Đại Ninh, Dương Thành. Tháng 8 năm ấy, hạ được Đại Ninh, Thấp Châu, Trạch Châu, Thọ Dương, cả tỉnh Sơn Tây chấn động. Nhà Minh bãi chức tuần phủ Tống Thống Ân, lấy Hứa Đỉnh Thần đốc 8000 quân của Hạ Nhân Long, Tả Lương Ngọc tiến trú Bình Dương; Tuyên Đại tổng đốc Trương Tông Hành đốc 7000 quân của Trương Ứng Xương, Pha Hi Mục, Ngải Vạn Niên ngăn Phần Châu, ý đồ một trận tiễu diệt nghĩa quân. Nghĩa quân vào núi Ma Bàn, 3 lộ chống địch; Nghênh Tường bỏ Trạch Châu, Thọ Dương, đưa nghĩa quân về nam vượt Thái Hành, đánh Tể Nguyên, Thanh Hóa, Tu Vũ, vây Hoài Khánh, ngầm vào Tây Sơn, đâm thẳng Thuận Đức, Chân Định, áp sát kinh thành, gây ra một phen huyên náo. Bị Lư Tượng Thăng ngăn trở, nghĩa quân lui về đóng trại ở Thái Hành.
Tháng giêng năm Sùng Trinh thứ 6 (1633), bọn Nghênh Tường phá huyện Phòng, Bảo Khang vào Tứ Xuyên. Tháng 2, đánh Quỳ Châu (nay là Phụng Tiết), phá Đại Ninh (nay là Vu Khê), bị Thạch Trụ tuyên phủ sứ Tần Lương Ngọc ngăn trở. Nghĩa quân chia làm 2, một lộ đi Hồ Quảng, một lộ do Nghênh Tường chỉ huy đột phá phòng tuyến của quan quân tiến vào nam bộ Thiểm Tây. Tháng 6, ông đưa quân ra Thái Hành, men Ma Thiên Lĩnh tây tiến Vũ An, đánh bại Tổng binh Tả Lương Ngọc, thừa thắng chiếm được 2 phủ Hoài Khánh, Chương Đức, đánh mạnh Vệ Huy. Tháng 7, ông cùng bọn Hiến Trung hợp binh ở Hà Bắc. Tháng 8, nghĩa quân bị phó tổng binh Thang Cửu Châu liên tiếp đánh bại ở các nơi Ngưu Vĩ, Liễu Tuyền, thôn Mãnh Hổ thuộc Hà Nam. Tháng 11, Nghênh Tường hối lộ Giám quân thái giám Dương Tiến Triều, vờ đầu hàng, nhân lúc Hoàng Hà đóng băng, ngầm từ Mao Gia Trại nhanh chóng vượt sông vào Hà Nam, phá 3 huyện Mẫn Trì, Y Dương, Lô Thị. Giữa đường vào núi Lô Thị, ông chạy đi Nội Hương, qua Tảo Dương, Đương Dương tiến vào Hồ Quảng, phá Quỳ Châu, đánh Quảng Nguyên, áp sát Tứ Xuyên.
Năm Sùng Trinh thứ 7 (1634), triều đình thăng Trần Kỳ Du làm Binh bộ thị lang, Tổng đốc Sơn, Thiểm, Hà Nam, Hồ Quảng, Tứ Xuyên chư lộ quân mã, cùng Vân Dương tuần phủ Lư Tượng Thăng, thủy lục đều tiến, 4 mặt bao vây giáp kích nghĩa quân. Nghĩa quân vào Hà Nam, chia ra mà đi; Hiến Trung đi Thương Lạc; Nghênh Tường, Tự Thành vào Thiểm, mắc kẹt Xa Sương Hạp (hẻm núi) ở Hưng An (nay là An Khang). Khi ấy gặp trời mưa lớn 2 tháng, ngựa mỏi mệt lăn ra chết, cung tên đều rệu rã. Bọn Nghênh Tường trá hàng khiến quan quân mất cảnh giác, rồi vượt qua đường sàn, đột vây chạy vào Quan Trung. Triều đình đày cả nhà Trần Kỳ Du làm lính thú ngoài biên, lấy Hồng Thừa Trù thay thế. Nghênh Tường, Tự Thành nhân lúc Hồng Thừa Trù xử trí binh biến Tây Ninh chưa thể quản việc ở phía đông, đưa quân vào vài chục châu, huyện thuộc các phủ Củng Xương, Bình Lương, Lâm Thao, Phong Tường, đánh bại quan quân của Hạ Nhân Long, Trương Thiên Lễ, giết Cố Nguyên đạo Lục Mộng Long, vây Lũng Châu hơn 40 ngày. Nghe tin quan quân hội tiễu, bọn Nghênh Tường vào núi Chung Nam. Ít lâu sau tiến ra phía đông, phá Đông Châu, Linh Bảo, Tỷ Thủy, Huỳnh Dương. Nghe tin Tả Lương Ngọc sắp đến, nghĩa quân dời đến khoảng giữa núi Bích Mai, sông Trăn Thủy, chia quân nhổ Hạ Thái, đốt Nhữ Ninh.
Tháng giêng năm Sùng Trinh thứ 8 (1635), nghe tin Hồng Thừa Trù và Chu Đại Điển dốc toàn lực vào Hà Nam tiến hành tiễu phạt, Nghênh Tường bèn triệu tập thủ lĩnh của 13 nhà, 72 doanh nghĩa quân mở đại hội Huỳnh Dương, cùng thương lượng đối sách. Mọi người nghe theo đề xuất của Tự Thành, chia nhau đánh khắp 4 hướng. Nghênh Tường, Tự Thành, Hiến Trung đông tiến, phá Hoắc Khâu, đánh Thọ Châu, vào Toánh Châu; giết tri châu Doãn Mộng Long, châu phán Triệu Sĩ Khoan, thượng thư Trương Hạc Minh. Thừa thắng đánh chiếm Phượng Dương, đốt Hoàng Lăng, giết lưu thủ Chu Tướng Quốc, chém bọn chỉ huy Viên Thụy Chinh, Lữ Thừa Ấm, tri phủ Nhan Đáp Huyên, thôi quan Vạn Văn Anh, thả hết tù nhân. Sùng Trinh nghe tin, mấy lần ngất đi, mang tang phục rời khỏi điện, khóc cáo tổ miếu; chém Phượng Dương tuần phủ Dương Nhất Bằng ở chợ. Tháng 4, Nghênh Tường, Tự Thành tiến về Quy Đức ở phía tây, hội họp với nghĩa quân của bọn "Tào Tháo" La Nhữ Tài, "Quá thiên tinh" Huệ Đăng Tướng, trở vào Thiểm Tây. Tháng 5, Nghênh Tường cùng các lộ nghĩa quân hội sư Thiểm Tây, cả thảy 20 quân, áp sát Tây An, doanh trại kéo dài đến 50 dặm. Hồng Thừa Trù, Tào Văn Chiếu tử thủ, Nghênh Tường dời quân về phía tây đánh Bình Lương; đặt mai phục ở trấn Tưu Đầu thuộc Ninh Châu, giết tướng Minh là Ngải Vạn Niên, Tào Văn Chiếu. Tháng 7, ông lại hướng về Tây An, chưa đến nơi, chạy đi Vũ Công ở phía tây. Tháng 8, nghĩa quân đánh các huyện Phù Phong, Kỳ Sơn. Tháng 9, Nghênh Tường, Tự Thành, Hiến Trung hợp binh, cùng Hồng Thừa Trù đại chiến ở Quan Trung. Tháng 10, nghĩa quân không địch nổi quan quân, bọn Hiến Trung ra Đồng Quan, chia 13 doanh đông tiến; Nghênh Tường, Tự Thành bị Hồng Thừa Trù đuổi đánh, liên tiếp thua trận ở Vị Nam, Lâm Đồng, chạy dài về phía đông qua Nam Nguyên, Tuyệt Lãnh thuộc Hoa Âm, ra Chu Dương Quan. Tháng 11, Nghênh Tường, Tự Thành, Hiến Trung hội sư ở Mẫn Hương, Hà Nam, tấn công Tả Lương Ngọc, tiến lấy Thiểm Châu, uy hiếp Lạc Dương, sau khi đánh chiếm Quang Châu, Hoắc Khâu, nhắm Giang Bắc tiến quân.

## Kết cục
Tháng giêng năm Sùng Trinh thứ 9 (1636), Nghênh Tường, Tự Thành đánh Lư Châu, lấy Hàm Sơn, Hòa Châu, giết bọn tri châu Lê Hoành Nghiệp, ngự sử Mã Như Giao (đang ở nhà). Tiếp đó nghĩa quân vây Trừ Châu, bị quan quân của bọn Lư Tượng Thăng, Tổ Khoan, La Đại, Dương Thế Ân đến cứu, đánh bại ở Chu Long Kiều. Bọn Nghênh Tường lên phía bắc đánh Thọ Châu, không hạ được, vào Quy Đức ở phía tây. Tháng 2, nghĩa quân đánh huyện Mật, phá Đăng Châu, giết tướng Minh là Thang Cửu Châu, tiến đến Đặng Châu, Vân Dương. Tháng 3, Nghênh Tường và Tự Thành chia quân; ông từ Vân, Tương vào Hưng An, Hán Trung cùng Hiến Trung hội sư. Tháng 5, ông trở vào Hồ Quảng. Tháng 7, Nghênh Tường ra Nam Sơn, xua quân thẳng tiến Tây An, rơi vào ổ mai phục của Thiểm Tây tuần phủ Tôn Truyện Đình ở Hắc Thủy Dục thuộc huyện Chu Chí, thua trận bị bắt, giải về Bắc Kinh, xử lăng trì. Tàn dư bộ hạ của ông theo về với Lý Tự Thành .